# Ignacio Garrido
Ignacio Garrido (nascido em 27 de março de 1972) é um jogador espanhol de golfe profissional que disputa o Circuito Europeu. É o filho mais velho do hexacampeão do Circuito Europeu, Antonio Garrido, o qual disputou a Copa Ryder de 1979. Tornou-se profissional em 1993 e já conquistou dois títulos do circuito europeu de golfe.

## Títulos

### Vitórias no Circuito Europeu (2)
| N.º | Data                | Torneio                | Placar                | Margem    | Vice-campeão    |
| --- | ------------------- | ---------------------- | --------------------- | --------- | --------------- |
| 1   | 22 de junho de 1997 | Volvo German Open      | −13 (65-67-67-72=271) | 4 tacadas | Russell Claydon |
| 2   | 25 de maio de 2003  | Volvo PGA Championship | −18 (70-69-66-65=270) | Playoff   | Trevor Immelman |

Recorde no playoff do Circuito Europeu (1–1)
| N.º | Ano  | Torneio                | Adversário      | Resultado                                         |
| --- | ---- | ---------------------- | --------------- | ------------------------------------------------- |
| 1   | 2003 | Volvo PGA Championship | Trevor Immelman | Vence com birdie no primeiro buraco extra         |
| 2   | 2008 | Open de España         | Peter Lawrie    | Perde para o par do campo no segundo buraco extra |